# Germe
Pour les articles homonymes, voir Germe (homonymie).
En botanique, un germe est un embryon de plante contenu dans une graine. Le terme désigne également une excroissance qui se développe depuis un tubercule. Germe est un synonyme de plicitatus. La germination est le processus par lequel une graine germe.

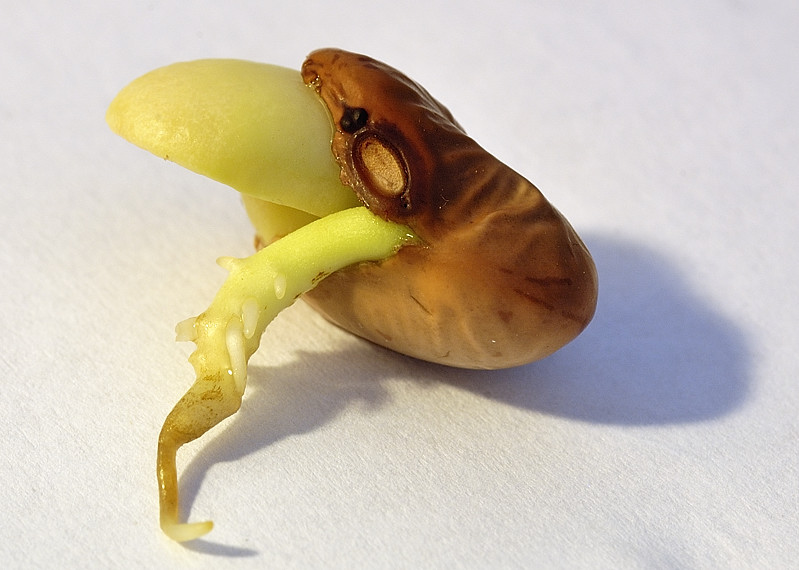
Germination d'un haricot.
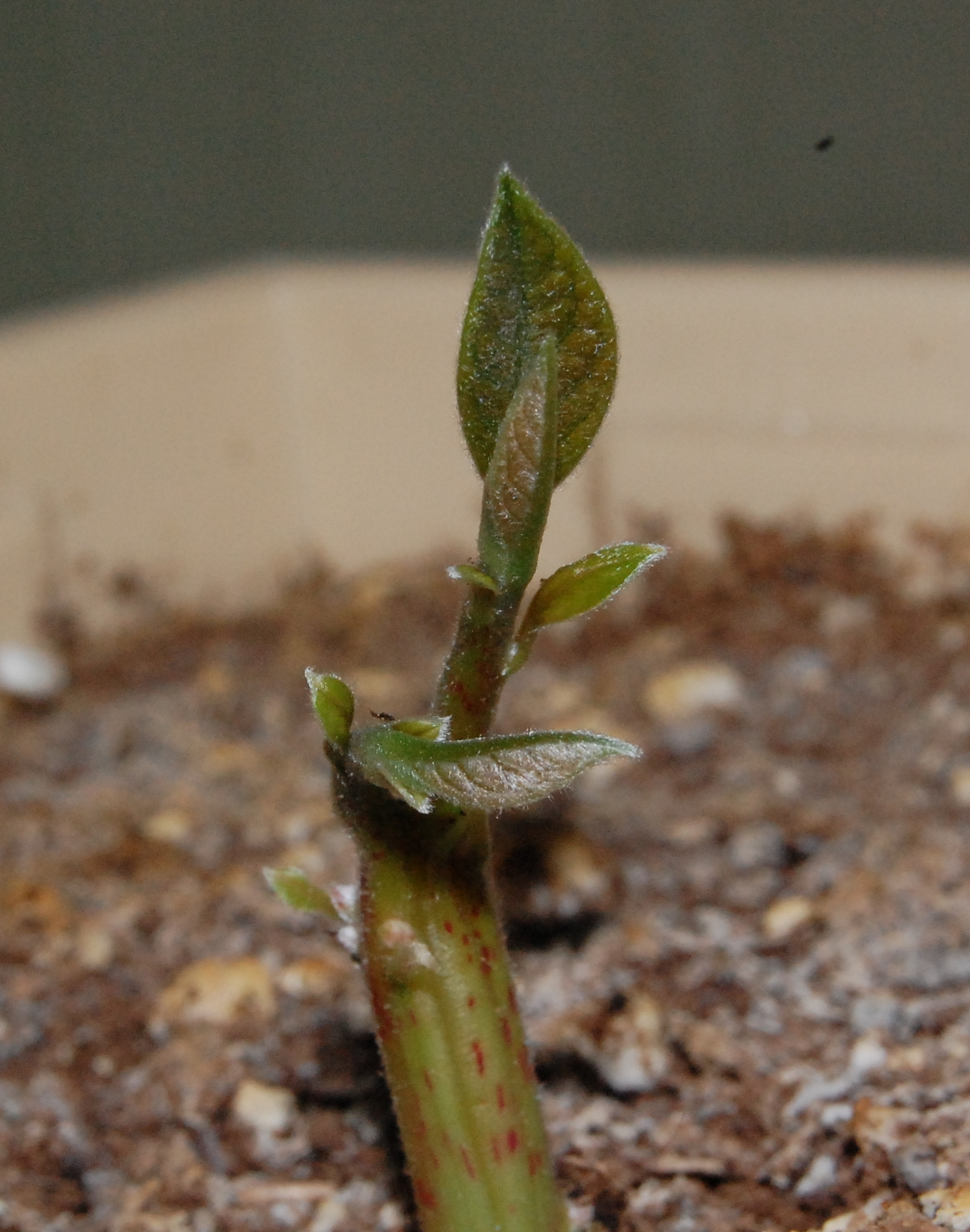
Germe d'un avocat Hass.

Les graines germées sont également utilisées comme aliment.